# العلاقات الزامبية الزيمبابوية
العلاقات الزامبية الزيمبابوية هي العلاقات الثنائية التي تجمع بين زامبيا وزيمبابوي.

## مقارنة بين البلدين
هذه مقارنة عامة ومرجعية للدولتين:
| وجه المقارنة                                              | زامبيا                         | زيمبابوي |
| --------------------------------------------------------- | ------------------------------ | --- |
| المساحة (كم2)                                             | 752.62 ألف                     | 390.76 ألف |
| عدد السكان (نسمة)                                         | 17.09 مليون                    | 16.53 مليون |
| الكثافة السكانية (ن./كم²)                                 | 22.71                          | 42.3 |
| العاصمة                                                   | لوساكا                         | هراري |
| اللغة الرسمية                                             | لغة إنجليزية                   | لغة إنجليزية، اللغة الشونا، النديبيلية الشمالية ‏، لغة الشيشيوا، Barwe ‏، Kalanga language ‏، Tshwa language ‏، النداو ‏، اللغة التسونجا، لغة الإشارة الزيمبابوية ‏، اللغة السوتية، تونغا ‏، اللغة التسوانية، اللغة الفيندية، اللغة الكوسية |
| العملة                                                    | كواشا زامبي، كواشا زامبي قديم ‏ | دولار أمريكي |
| الناتج المحلي الإجمالي (بليون دولار)                      | 25.81 مليار                    | 17.85 مليار |
| الناتج المحلي الإجمالي (تعادل القوة الشرائية) بليون دولار | 62.18 مليار                    | 27.88 مليار |
| الناتج المحلي الإجمالي الاسمي للفرد دولار أمريكي          | 1.30 ألف                       | 924 |
| الناتج المحلي الإجمالي للفرد دولار أمريكي                 | 3.90 ألف                       | 1.79 ألف |
| مؤشر التنمية البشرية                                      | 0.586                          | 0.509 |
| رمز المكالمات الدولي                                      | +260                           | +263 |
| رمز الإنترنت                                              | .zm                            | .zw |
| المنطقة الزمنية                                           | ت ع م+02:00                    | ت ع م+02:00 |

## منظمات دولية مشتركة
يشترك البلدان في عضوية مجموعة من المنظمات الدولية، منها:
| علم المنظمة | اسم المنظمة                                                | تاريخ انضمام زامبيا | تاريخ انضمام زيمبابوي |
| ----------- | ---------------------------------------------------------- | ------------------- | --------------------- |
|             | مجموعة التنمية لأفريقيا الجنوبية                           | ?                   | ?                     |
|             | مؤسسة التنمية الدولية                                      | 23 سبتمبر 1965      | 29 سبتمبر 1980        |
|             | الأمم المتحدة                                              | 1 ديسمبر 1964       | 25 أغسطس 1980         |
|             | منظمة التجارة العالمية                                     | ?                   | ?                     |
|             | البنك الإفريقي للتنمية                                     | ?                   | ?                     |
|             | وكالة ضمان الاستثمار متعدد الأطراف                         | 6 يونيو 1988        | 10 أبريل 1992         |
|             | مجموعة دول أفريقيا والكاريبي والمحيط الهادئ                | ?                   | ?                     |
|             | الاتحاد الأفريقي                                           | ?                   | ?                     |
|             | العملية المشتركة للاتحاد الأفريقي والأمم المتحدة في دارفور | ?                   | ?                     |
|             | منظمة الشرطة الجنائية الدولية                              | ?                   | ?                     |
|             | المركز الدولي لتسوية المنازعات الاستشارية                  | 17 يوليو 1970       | 19 يونيو 1994         |
|             | الاتحاد الدولي للاتصالات                                   | 23 أغسطس 1965       | 10 فبراير 1981        |
|             | البنك الدولي للإنشاء والتعمير                              | 23 سبتمبر 1965      | 29 سبتمبر 1980        |
|             | الاتحاد البريدي العالمي                                    | ?                   | ?                     |
|             | منظمة حظر الأسلحة الكيميائية                               | ?                   | ?                     |
|             | مؤسسة التمويل الدولية                                      | 23 سبتمبر 1965      | 29 سبتمبر 1980        |
|             | يونسكو                                                     | 9 نوفمبر 1964       | 22 سبتمبر 1980        |

## وصلات خارجية
- موقع وزارة الخارجية الزيمبابوية